# 神田猿樂町
神田猿樂町（日语：／ Kanda-Sarugakuchō */?）是東京都千代田區的地名，住居表示實施區域，下分神田猿樂町一丁目與二丁目。郵遞區號101-0064。
人口744人。東京都澀谷區也有同名的猿樂町。

## 地理
位於千代田區北部，町域北部與東部臨神田駿河台，南接神田小川町，西與神田三崎町、西神田、神田神保町之間以錦華通（錦華通り）為界。猿樂町為商業區域，町內可見辦公大樓與商店、大學與高等學校等教育設施。

## 歷史
江戶時代這一帶為武家屋敷，現在的錦華通在當時稱表猿樂丁，猿樂通稱裏猿樂丁。
明治5年（1875年）廢除武家地，現白山通以西成立中猿樂町，白山通與錦華通之間成立猿樂町（無丁目），現猿樂通以東為裏猿樂町，剩餘部分由南開始設立猿樂町一～三丁目。猿樂町（無丁目）在明治41年（1911年）改名為表猿樂町。
明治時代與周圍的神田駿河台、神田小川町等地一樣，學校陸續開設。明治14年（1881年）女子佛學校（現白百合學園中學校、高等學校）設立，明治23年（1890年） 神田高等女學校（現神田女學園中學校、高等學校）設立，明治40年（1907年）東京音樂大學設立。
此外，過去有許多東京大學預備門學生在此寄宿。明治10年代夏目漱石與正岡子規曾在猿樂町寄宿。日華學會等中國留學生機構也設在此地。
（舊）猿樂町一～三丁目、表猿樂町、中猿樂町、裏猿樂町在關東大震災重建期進行區劃整理變更町名，昭和8、9年（1933、1934年），猿樂町一、二丁目重新編設，部分編入駿河台、西神田、神保町。昭和22年（1947年）千代田區成立，恢復「神田」冠稱，為神田猿樂町一、二丁目。昭和44年（1969年）4月實施住居表示。神田駿河台二丁目部分地區加入神田猿樂町一、二丁目，去除「神田」的冠稱，定名猿樂町一、二丁目。

### 地名的由來
町名是來自，慶長年間神田神保町一～二丁目至西神田一～二丁目之間是猿樂師觀世大夫一團的屋敷地。屋敷在萬治2年（1659年）神田川工程中遷離。由於「猿」俗稱「エテ」，也稱作「エテガク丁」。

### 沿革
- 1969年（昭和44年）4月1日－實施住居表示[3]。

### 町名變遷
| 實施後       | 實施年月日   | 實施前（無備註表全域）                     |
| ------------ | ------------ | ------------------------------------------ |
| 猿樂町一丁目 | 1969年4月1日 | 神田猿樂町一丁目                           |
| 猿樂町二丁目 | 1969年4月1日 | 神田猿樂町二丁目，神田駿河台二丁目（一部） |

## 教育
小學校
- 千代田區立御茶之水小學校（日语：千代田区立お茶の水小学校）－御茶之水幼稚園也在此地。

幼稚園
- 千代田區立御茶之水幼稚園

學校（私學）
- 明治大學10號館、14號館－本部等在相鄰的神田駿河台。
- 神田女學園中學校、高等學校（日语：神田女学園中学校・高等学校）

## 地域
公園
- 千代田區立錦華公園

企業
- 愛可信本社
- 不二SASH RENEWAL（不二サッシリニューアル）本社
- 東光電氣工事
- 日本兒童教育振興財團

## 交通
道路
- 猿樂通
- 錦華通

## 備註
1. ↑  千代田区ホームページ - 町丁別世帯数および人口（住民基本台帳）：平成25年8月1日現在 的存檔，存档日期2013-10-27.
2. ↑  .   [2013-08-17]. （原始内容存档于2020-09-20）.
3. ↑  同年7月2日，自治省告示第113號「住居表示が實施された件」